# Coningsby
Coningsby – wieś w Anglii, w hrabstwie Lincolnshire, w dystrykcie East Lindsey. Leży 29 km na południowy wschód od Lincoln i 178 km na północ od Londynu.
Miejscowość liczy 3238 mieszkańców.